# أودرا مكدونالد
أودرا آن مكدونالد (بالإنجليزية: Audra Ann McDonald)‏ وهي ممثلة ومغنية أمريكية ولدت في يوم 3 يوليو 1970 في مدينة برلين عاصمة ألمانيا، مثلت في عدة مسلسلات ومسرحيات وأفلام مثلت في مسلسل ممارسة خاصة والذي عرض من 2007 إلى 2013 وقد فازت بجائزة توني 6 مرات.

## وصلات خارجية
- Audra McDonald at IMG Artists
- أودرا مكدونالد على موقع IMDb (الإنجليزية)
- أودرا مكدونالد على موقع الموسوعة البريطانية (الإنجليزية)
- أودرا مكدونالد على موقع ألو سيني (الفرنسية)
- أودرا مكدونالد على موقع ميوزك برينز (الإنجليزية)
- أودرا مكدونالد على موقع تيرنر كلاسيك موفيز (الإنجليزية)
- أودرا مكدونالد على موقع أول موفي (الإنجليزية)
- أودرا مكدونالد على موقع قاعدة بيانات برودواي على الإنترنت (الإنجليزية)
- أودرا مكدونالد على موقع إن إن دي بي (الإنجليزية)
- أودرا مكدونالد على موقع ديسكوغز (الإنجليزية)
- أودرا مكدونالد على موقع قاعدة بيانات الفيلم (الإنجليزية)
- أودرا مكدونالد at the Internet Off-Broadway Database
- Audra McDonald at PlaybillVault
- Audra McDonald at Nonesuch Records
- Audra McDonald – Downstage Center interview at American Theatre Wing.org  [لغات أخرى]‏
- Audra McDonald's February 5, 2007 interview on the Tavis Smiley Show (TV Interview)